# Ernyőakácia
Az ernyőakácia (Vachellia tortilis, korábban Acacia tortilis) a hüvelyesek (Fabales) rendjébe, ezen belül a pillangósvirágúak (Fabaceae) családjába és a mimózaformák (Mimosoideae) alcsaládjába tartozó faj. Egyéb nevei: esernyőfa, beduin akácia.

## Származása, elterjedése
Afrikában és az Arab-félszigeten honos.

## Alfajai
- Vachellia tortilis subsp. campoptila (Schweinf.) Ragup., Seigler, Ebinger & Maslin
- Vachellia tortilis subsp. heteracantha (Burch.) Kyal. & Boatwr.
- palesztin akácia (Vachellia tortilis subsp. raddiana) (Savi) Kyal. & Boatwr.
- Vachellia tortilis subsp. spirocarpa (Hochst. ex A.Rich.) Kyal. & Boatwr.

## Megjelenése, felépítése

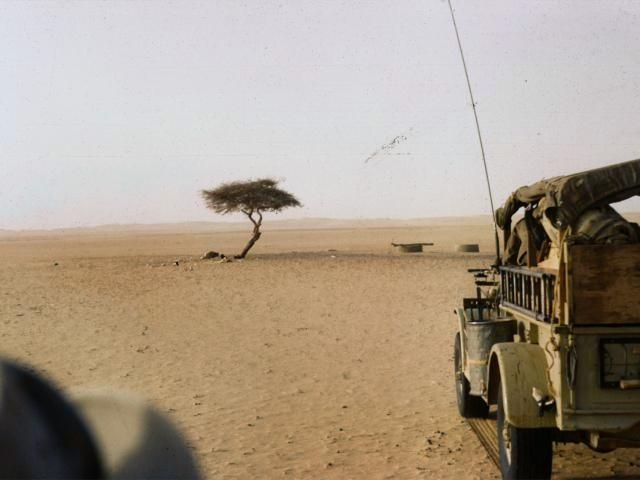
A „Tenere fája” elnevezésű híres ernyőakácia példány 1961-ben, az elpusztult fa élőhelyén a nappali átlaghőmérséklet 27,8 Celsius-fok, az átlagos éves csapadék 163 milliméter

Közepes méretű, 4-21 méter magas, jellegzetesen ernyő formájúra növő fa – a nevét is erről kapta. Ágai tövisesek. Kétszer szárnyasan összetett levelei kicsik. Fehér-halványsárga virágai illatosak. Termése világosbarna.

## Életmódja, termőhelye
Rendkívül szívós növény: a szárazságot jól tűri, a fagyot viszont egyáltalán nem. Viszonylag gyorsan nő. Virágai a nyár közepén nyílnak. Magja körülbelül két hónap alatt csírázik ki.
Sokáig él; a Szuezi Egyetem kutatói szerint állítólag a Föld legöregebb ismert fája egy, a Fira-völgyben (Wadi Fira) növő, 3560 éves ernyőakácia.
Az ernyőakácia és a zsiráf (Giraffa camelopardalis) kölcsönösen alkalmazkodott egymáshoz. Amikor az akácia érzi, hogy a zsiráf legelni kezdett, méreganyagokat termel leveleiben, amitől azok a zsiráf számára kellemetlen ízűvé válnak. Eközben figyelmeztető illatanyagot (etilént) bocsát ki, és a környező, azt érzékelő fák ugyancsak elkezdenek mérget termelni. Amikor a zsiráf érzi, hogy a levelek íze megromlott, arrébb megy — méghozzá nem a közelben álló, figyelmeztetett fákhoz, hanem távolabb, illetve széllel szemben.